# Marians Jazzroom
Der Marians Jazzroom ist ein im Dezember 1992 gegründeter Jazzclub mit 126 Plätzen in Bern.

## Geschichte
Der Marians Jazzroom wurde 1992 im Gewölbekeller des Hotels Innere Enge von Hans Zurbrügg und Marianne Gauer gebaut und eröffnet.
Dort traten Musik-Veteranen wie B.B. King, Dizzy Gillespie, Oscar Peterson¸ Louis Bellson, Milt Hinton und Clark Terry auf, aber auch Musiker der jüngeren Generation wie Joey Alexander, Hiromi Uehara, Catherine Russell und Cécile McLorin Salvant.

## Programm
Im Marians Jazzroom werden jährlich 280 Einzelkonzerte veranstaltet. Von Dienstag bis Samstag veranstaltet das Marians je zwei Konzerte pro Abend mit Jazz- oder Bluesmusikern (von September bis März). Das Programm wechselt wöchentlich und beinhaltet Jazz, Blues, Soul und Gospel. Der Marians Jazzroom ist von März bis Mai Hauptaustragungsort des Internationalen Jazzfestivals Bern.

## Rezension
Der Marians Jazzroom ist der einzige Schweizer Jazzclub, den das Jazz-Magazin Down Beat jährlich erwähnt. Auch im Jazz’n’more, in den Zeitungen Der Bund und Berner Zeitung und bei All About Jazz wird über Konzerte berichtet.

## Diskographie
Im Marians Jazzroom entstanden Live-Mitschnitte der folgenden Tonträger:
- Warren Vaché/John Allred Quintet: Jubilation (Arbors, 2008)[2]
- Da Cruz: Nova Estaçao (Boom Jah Records, 2007)[3]
- Stewy von Wattenwyl Generations Trio featuring Eric Alexander: Live at Marians (Boundy, 2008)[4]